# John Clark (Fußballspieler, 1964)
John Clark  (* 22. September 1964 in Edinburgh) ist ein ehemaliger schottischer Fußballspieler.

## Werdegang
Clark entstammt der Jugend von Musselburgh Windsor, ehe er sich 1981 Dundee United anschloss. Für den Klub debütierte er als Nachwuchsspieler in der Scottish League Premier Division. Zwar verhalf er dem Klub mit vereinzelten Einsätzen im Laufe der Spielzeit 1982/83 zum Gewinn des schottischen Meistertitels, die Anzahl seiner Spiele reichte jedoch nicht zu einer Auszeichnung. Auch 1984 blieb ihm im Endspiel um den Scottish League Cup, in dem er als Einwechselspieler mitwirkte, ein Titel verwehrt, da sich die Glasgow Rangers durchsetzten.
In der Spielzeit 1986/87 gelang Clark der Durchbruch und er bestritt 30 Saisonspiele. Während sich die Mannschaft in der Liga hinter den Rangers und Celtic Glasgow auf dem dritten Rang platzierte, zog er mit der Mannschaft um Dave Bowman, Kevin Gallacher, Maurice Malpas und Jim McInally im UEFA-Pokal 1986/87 nach Erfolgen über RC Lens, Universitatea Craiova, Hajduk Split ins Viertelfinale gegen den FC Barcelona ein. Dort erzielte er im Rückspiel im Camp Nou ein Tor und trug somit zum Weiterkommen bei. Nachdem anschließend Borussia Mönchengladbach besiegt worden war, traf die Mannschaft in den Endspielen auf den schwedischen Vertreter IFK Göteborg. Hatte im Hinspiel in Schweden Stefan Pettersson den entscheidenden Treffer zum 1:0-Sieg des Göteborger Klubs erzielt, waren die Schweden auch im Rückspiel nach einem Tor von Lennart Nilsson in Führung gegangen. Zwar erzielte Clark erneut ein Tor, jedoch blieb es beim 1:1-Unentschieden und damit dem zweiten Rang für den schottischen Klub.
1987, 1988 und 1991 stand Clark mit Dundee United im Endspiel um den schottischen Landespokal, jeweils musste er sich mit dem zweiten Rang begnügen. Dabei hatte er im Lauf der Zeit eine Transformation vom Stürmer, der er in den Anfangsjahren seiner Karriere war, zum Abwehrspieler vollzogen. Nach knapp zwölf Jahren Vereinszugehörigkeit verließ er im Februar 1994 den Klub in Richtung England und schloss sich für 150.000 Pfund Sterling Stoke City an. In der zweitklassigen Football League First Division bestritt er eine Halbserie, ehe er nach Schottland zurückkehrte. Für den FC Falkirk und Dunfermline Athletic spielte er jeweils in der höchsten schottischen Liga, ehe er ab 1997 seine Karriere bei den unterklassig antretenden Berwick Rangers ausklingen ließ.
Später trainierte Clark im schottischen Non-League-Fußball die Klubs Gala Fairydean und Whitehill Welfare.